# 불협화음의 해방

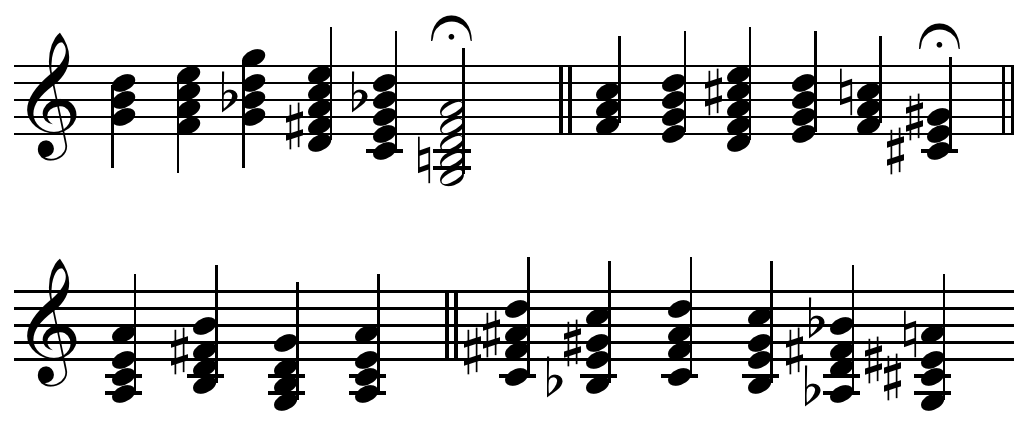

불협화음의 해방은 아르놀트 쇤베르크와 그의 제자 안톤 베베른 등 무조 음악과 12음렬 기법을 고안해낸 작곡가들이 생각해낸 개념이다. 역사적으로 해결이 필요한 불협화음으로 여겨졌던 화음이 점점 협화음으로 쓰여 왔으며, 결국 음악은 모든 화음이 해결할 필요가 없는 무조 음악에 종착하게 된다는 것이다.
| 음정      | 배음 순번 | 시대            |
| --------- | --------- | --------------- |
| 완전1도   | 밑음      |                 |
| 완전8도   | 제1배음   | primitive       |
| 완전5도   | 제2배음   | 고대 그리스     |
| 3도       | 제4배음   | 중세            |
| 7도       | 제6배음   | 르네상스        |
| 9도       | 제9배음   | 18세기 ~ 베토벤 |
| 11도(2도) | 제11배음  | 바그너 ~ 드뷔시 |
| 13도(4도) | 제13배음  | 라벨 ~ 메시앙   |